# Коли поряд чоловік
«Коли поряд чоловік» — радянський художній фільм 1977 року, знятий режисером Валеріу Гажіу на кіностудії «Молдова-фільм».

## Сюжет
Діні 32 роки. Вона блискучий хірург, працює у пологовому будинку, живе удвох із сестрою Маргою. Якось у пологовому будинку жінка відмовилася від дитини. Діна всиновила малюка, і несподіваний клопіт змінив життя обох сестер. Тим часом сумлінна Марга, таємно від Діни, почала розшукувати батька Сергія — а раптом вони поспішили з усиновленням, адже батько нічого не знає про сина. І незабаром у їхньому будинку став часто бувати Дмитро Савич. Він справді колись зустрічався із Серьожиною мамою і тепер готовий був взяти найактивнішу участь у вихованні сина.

## У ролях
- Валентина Малявіна — Діна Варга
- Геннадій Сайфулін — Дмитро Савич
- Євгенія Тудорашку — Марга
- Віктор Чутак — Октавіан Павлович
- Петро Баракчі — Антоша
- Іон Унгуряну — професор
- Є. Авдєєва — Нонна Сисоєв
- Іон Бордеяну — Малкоч
- Валентина Сперантова — Олександра Олександрівна
- Олена Амінова — Ельвіра
- Віктор Соцьки-Войніческу — співак
- Іон Аракелу — епізод
- Євгенія Ботнару — Паша
- Антоніна Бушкова — начальник ВК
- Неллі Ільїна-Гуцол — епізод
- О. Дарадайка — епізод
- М. Клепікова — епізод
- Юрій Кузьменко — епізод
- Людмила Колохіна — епізод
- Пауліна Завтоні — епізод
- П. Крушеван — епізод
- В. Ліфанов — епізод
- Алла Миронюк — епізод
- В'ячеслав Мадан — епізод
- Світлана Могильова — епізод
- Рудольф Мухін — експедитор
- Г. Попа-Кондрія — епізод
- Вероніка Савка — епізод
- Ася Скорпан — епізод
- Л. Рощина — епізод
- Опанас Трішкін — лікар
- Олександра Юрчак — епізод
- Карп Якішин — епізод
- Вадим Вільський — епізод
- Борис Миронюк — міліціонер

## Знімальна група
- Режисер — Валеріу Гажіу
- Сценаристи — Валеріу Гажіу, Євген Онопрієнко
- Оператор — Вадим Яковлєв
- Композитор — Едуард Лазарев
- Художники — Станіслав Булгаков, Аурелія Роман